# Tetto di paglia

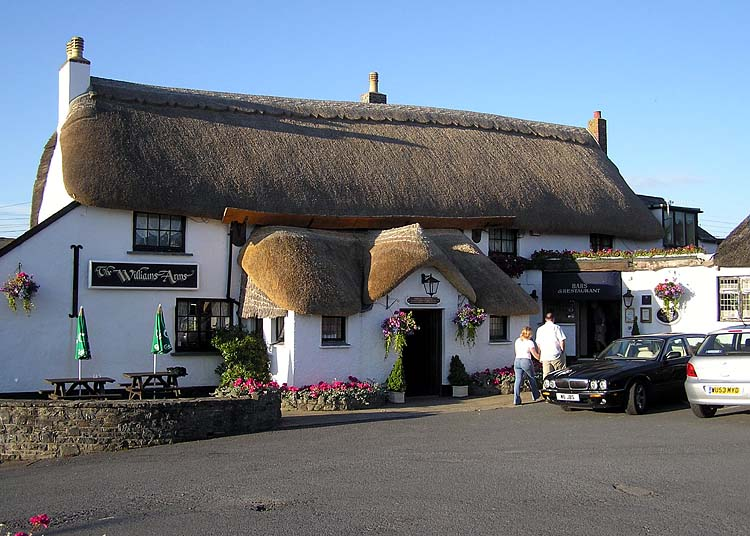
Tetto di paglia in North Devon, Inghilterra

Il tetto di paglia è una tipologia costruttiva del tetto che utilizza colmi di paglia o stoppie, diffusa soprattutto in Europa, in Asia, in particolare in Giappone e in alcuni Paesi tropicali (per esempio le isole Figi, le Hawaii e il Kenya). Per analogia si può estendere la definizione anche a tetti costruiti con altri materiali vegetali secchi.
In Italia questa tipologia costruttiva è diffusa in varie parti del territorio: nella parte settentrionale con i casoni del Veneto e delle case rurali o montane in Piemonte, Lombardia, Trentino-Alto Adige; nella parte meridionale e soprattutto in Sicilia con il cosiddetto pagliaio o "paghiaru" diffuso nelle zone montane e agricole; in Sardegna con le case di falasco nella penisola del Sinis.

## Tipi di tetto di paglia
In Europa la costruzione di case con tetti di paglia presenta grandi differenze regionali; l'architettura rurale di queste abitazioni spesso caratterizza fortemente il paesaggio di certe zone.

### In Sicilia
La Sicilia è uno dei luoghi in Europa dove questa tipologia costruttiva è particolarmente diffusa, legata a zone montuose e agricole. Le più antiche testimonianze risalgono al periodo preistorico-protostorico e utilizzata nel corso dei millenni con diverse varianti soprattutto nella forma. L'edificio con questa tipologia di tetti prende il nome di pagghiaru e sono costituiti da una pianta circolare o rettangolare con un ampio basamento con muri a secco di pietra e tetti principalmente a doppio spiovente o a capanna in paglia; sia come tipologia costruttiva e per forma e origini risultano identici a quelli diffusi in Normandia, nelle Asturie in Spagna e quelli delle Isole Britanniche. Oggi buona parte di questi edifici sono tutelati e fanno parte di parchi regionali, ecc.; tra gli esempi più antichi è meglio conservati ci sono quelli nelle Madonie a Piano Pomo, quelli nei Monti Peloritani come Posto Leoni a Santa Lucia del Mela è ancora quelli delle zone etnee e sul Monte Cervi e sul Monte Carcaci.

### Nelle Isole britanniche

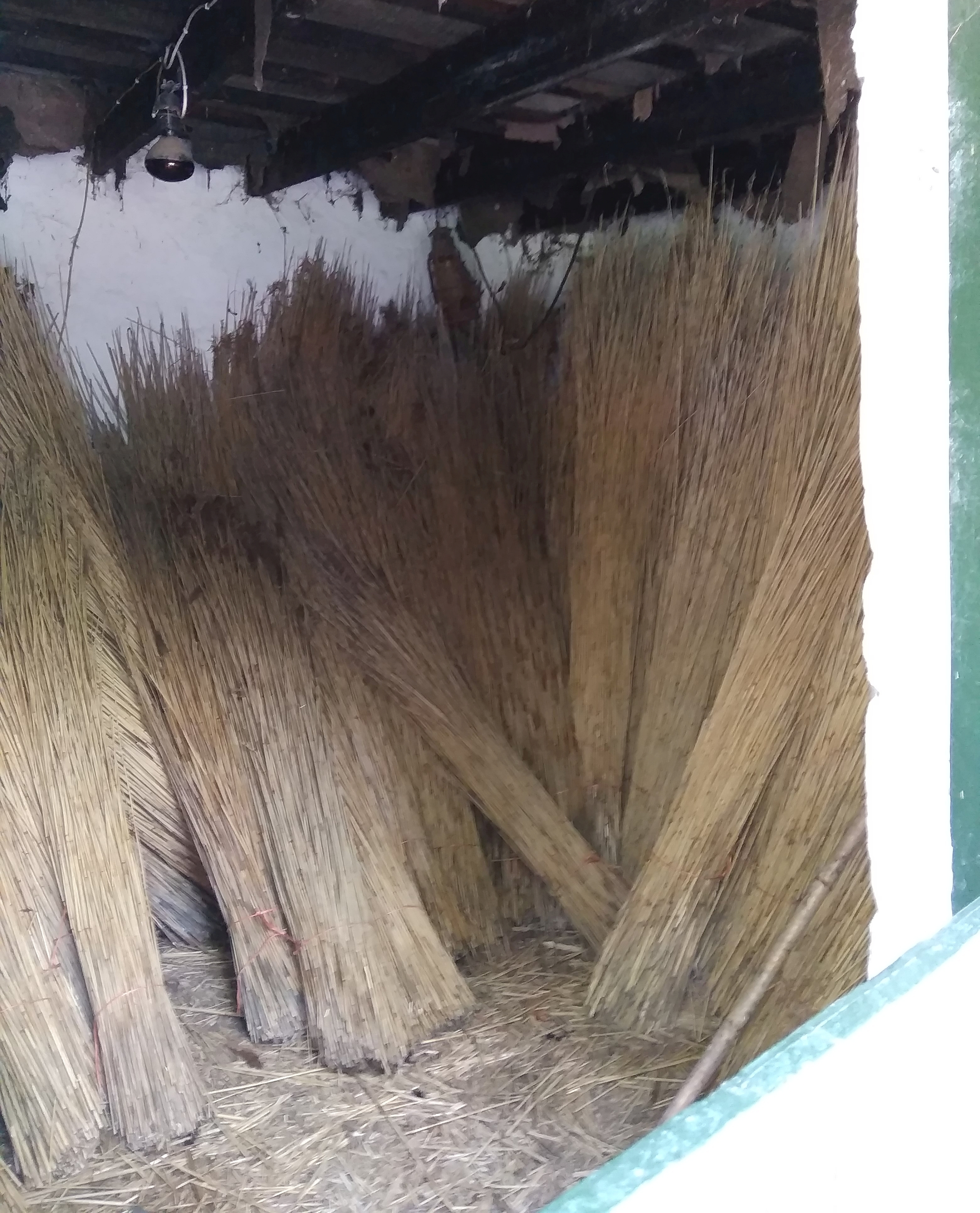
Fastelli (yelms) di paglia per tetto, Irlanda

Le Isole britanniche sono il luogo in Europa dove la tecnica di costruzione del tetto di paglia è più diffusa. Un tempo tipiche di abitazioni povere, oggi i tetti di paglia conoscono una nuova espansione, grazie alla ricerca di materiali naturali ed ecocompatibili (bioedilizia) e al desiderio di preservare le tradizioni architettoniche rurali come parte del paesaggio. Si usa solitamente paglia di grano e segale o un misto dei due (chiamato maslin). La paglia viene raggruppata in grossi fastelli di circa 60 cm di diametro. Questi vengono poi fissati alle travi del tetto e ancorati con aste in legno o acciaio. L'operaio (thatcher) aggiunge gli strati uno sopra l'altro, finendo con uno strato per assicurare il colmo del tetto. I tetti di paglia realizzati con questo metodo sono facili da riparare, possono sopportare forti venti e acquazzoni e hanno solo la necessità di una struttura stabile di sostegno.
Nell'Anglia orientale invece prevale una tecnica di copertura con cannucce che ricorda quelle dell'Europa centrosettentrionale continentale.

### In Polonia
Le costruzioni più antiche avevano il tetto in paglia di gramigna, perché era il cereale più diffuso e altrimenti poco utilizzato; nonostante una buona ventilazione, ha ceduto il passo a tecniche costruttive più durature.

### In Germania
In Germania si è sviluppata una tecnica che prevede l'utilizzo di steli di paglia o (più frequentemente) canne fino all'ultimo strato, dove viene messo del brugo.
Particolarissimi sono i tetti con colmo erboso che si riscontrano in certe isole della Frisia come Sylt e Föhr.

### In Danimarca
In Danimarca è presente una tipologia molto particolare che prevede un tetto costruito con travi e l'utilizzo di alghe come colmo.

### In Belgio e Paesi Bassi
In questi Paesi si aggiunge spesso un colmo di terracotta o ceramica che rafforza la struttura del tetto ma ne può compromettere l'aerazione.

### In Africa settentrionale
In questi Paesi l'uso della paglia non è stato mai diffuso; invece si sono usati spesso i fusti di canne per la realizzazione di capanne e coperture di abitazioni rurali.